# Lepturges citrinus
Lepturges citrinus är en skalbaggsart som beskrevs av Monné 1976. Lepturges citrinus ingår i släktet Lepturges och familjen långhorningar. Inga underarter finns listade i Catalogue of Life.